# Кандыба
Кандыба — литовский и малороссийский дворянский род. 

## Происхождение и история рода
Восходит к XVI веку и внесён в VI и II части родословной книги Виленской, Гродненской, Черниговской, Харьковской и Полтавской губерний.
- Кандыба, Фёдор Андреевич (? — до 1729 ) — государственный и военный деятель Гетманщины, корсунский полковник и нежинский полковой обозный.
- Кандыба, Андрей Фёдорович (ум. 1730) — государственный и военный деятель Войска Запорожского, корсунский полковник.
- Кандыба, Даниил Фёдорович (1776—1831) — военный деятель, генерал-майор.
- Наталья Григорьевна Кандыба (1914—1983) — украинская советская актриса, мастер дубляжа и декламации.

## Описание герба
В щите, имеющем серебряное поле, изображено красное Сердце, пронзённое двумя Саблями.
Щит увенчан обыкновенным дворянским Шлемом, с дворянскою на нём Короною. Намёт на щите серебряный, подложенный красным. Герб рода Кандибовых (Кандыба) внесён в Часть 4 Общего гербовника дворянских родов Всероссийской империи, стр. 133.